# Dunn Loring
Dunn Loring – jednostka osadnicza w Stanach Zjednoczonych, w stanie Wirginia, w hrabstwie Fairfax.